# Sex (butique)

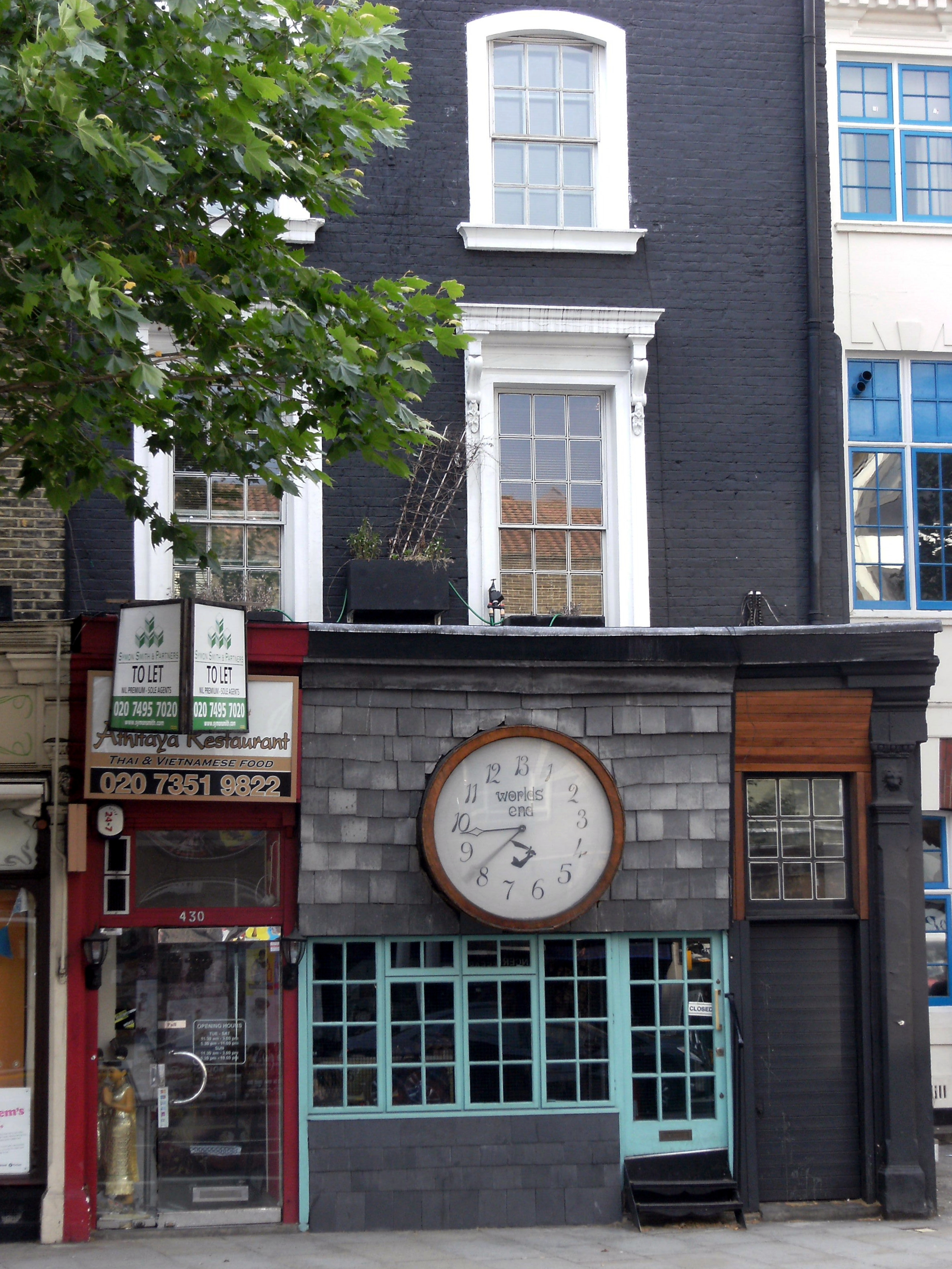
O prédio na 430 King's Road onde a butique de roupas Sex funcionava

Sex foi uma butique criada por Malcolm McLaren e Vivienne Westwood na 430 King's Road, Londres, entre 1974 e 1976. Especializou-se em roupas que definiram o visual do movimento punk.

## História

### Paradise Garage
Em outubro de 1971, Malcolm McLaren e um amigo da escola de arte, Patrick Casey, abriram uma barraca nos fundos da loja Paradise Garage na 430 King's Road no distrito de Chelsea, em Londres. À venda estavam itens coletados por McLaren ao longo do ano anterior, incluindo discos de rock & roll, revistas, roupas e memorabilia da década de 1950.

### Too Fast To Live, Too Young To Die
Em 1973, o interior da loja foi mudado e ela ganhou um novo nome, Too Fast To Live, Too Young To Die, para refletir uma nova linha de roupas da moda "rocker" dos anos 1960 no Reino Unido. Na primavera de 1974, a loja passou por outra reforma e foi rebatizada com o nome Sex.

### Sex
A fachada incluía um letreiro de espuma de borracha rosa soletrando "SEX".
A SEX vendia roupas de fetiche e bondage fornecidas por marcas especializadas como a Atomage, She-and-Me e London Leatherman, além de desenhos de McLaren e Westwood. Jordan (Pamela Rooke) foi uma das assistentes de vendas. Entre os clientes da SEX estavam os quatro membros originais do Sex Pistols (o baixista Glen Matlock era empregado como assistente de vendas aos sábados). O nome do grupo foi criado por McLaren em como forma de promoção à boutique. Em agosto de 1975, John Lydon, de dezenove anos, foi persuadido a fazer um teste para o grupo cantando "I'm Eighteen", de Alice Cooper, na jukebox. Outros frequentadores notáveis incluíram a assistente ocasional Chrissie Hynde, Adam Ant, Marco Pirroni, Siouxsie Sioux, Steven Severin e o resto do Bromley Contingent.
Os designs da loja confrontavam tabus sociais e sexuais, e incluíam camisetas com imagens do rosto do estuprador de Cambridge, caubóis semi-nus de uma ilustração de 1969 do artista norte-americano Jim French, trompe-l'œil de seios pelos alunos da Escola de Design de Rhode Island Janusz e Laura Gottwald no final dos anos 1960, e textos pornográficos do livro School for Wives ("I groaned with pain...in a soft corrosion"), de Alexander Trocchi. Também foram apresentadas camisetas com a frase 'Prick Up Your Ears', uma referência à biografia do influente músico proto-punk Joe Orton, de texto extraído da sua biografia dizendo como roupas baratas combinavam com ele. Entre os designs, havia jeans transparentes e embolsados, tops com zíper e a "camisa da anarquia". Estas foram branqueadas, tingidas e adornadas com imagens de Karl Marx e slogans anarquistas.

### Seditionaries
Em dezembro de 1976, a loja da 430 King's Road foi renomeada Seditionaries, permanecendo sob esse nome até setembro de 1980. Os projetos foram licenciados por Westwood para os operadores da butique da 153 King's Road, Boy (anteriormente Acme Attractions) que os publicaram, alguns com alterações, nos oito anos seguintes. Boy London foi fundada por Stephane Raynor e pelo empresário de israelita John Krivine em 1976 na King's Road. Krivine vendeu a empresa em 1984.